# Paradelphomyia (Oxyrhiza) senilis
Paradelphomyia (Oxyrhiza) senilis is een tweevleugelige uit de familie steltmuggen (Limoniidae). De soort komt voor in het Palearctisch gebied.